# New Trial
New Trial (en hangul, 재심; romanización revisada, Jaesim) es una película surcoreana de 2017 protagonizada por Jung Woo y Kang Ha Neul, escrita y dirigida por Kim Tae-yoon. Basada en el "caso del asesinato de Iksan" del año 2000 donde un adolescente acusado falsamente del asesinato de un taxista perdió diez años de su vida en prisión.

## Argumento
Es la historia real de un hombre cuya vida fue robada al ser acusado del asesinato de un taxista, el joven fue obligado a declararse culpable de un crimen que no había cometido debido a los abusos de los investigadores durante el interrogatorio policial. Después de 10 años en prisión, consigue ayuda de un abogado para limpiar su nombre.

## Reparto
- Jung Woo es Lee Joon-young.
- Kang Ha-neul es Jo Hyun-woo.
- Kim Hae-sook es Soon-im.
- Lee Dong-hwi es Mo Chang-hwan.
- Lee Geung-young es Goo Pil-ho.
- Han Jae-young es Baek Chul-gi.
- Kim So-jin es Kang Hyo-jin.
- Min Jin-woong es Oh Jong-hak.
- Lee Jung-eun es Oh Mi-ri.
- Kim Young-jae es Choi Young-jae.[4]
- Sung Do-hyun como el Detective Cha.
- Yang Hee-myung como el Detective Dong.
- Park Do-shik es Tae-goo.
- Kim Yeon-seo es Soo-jung.
- Park Chul-min es el jefe Hwang.
- Kim Ha-na es Byul-yi.
- Ha Sung-kwang es el testigo.
- Lee Dong-hee es el taxista.
- Park Hee-jung es Myung-hee.

## Premios y nominaciones
| Año  | Premio                          | Categoría               | Nominado      | Resultado | Ref.  |
| ---- | ------------------------------- | ----------------------- | ------------- | --------- | ----- |
| 2017 | 53rd Baeksang Arts Awards       | Mejor actor revelación  | Han Jae-Young | Nominado  | [ 5 ] |
| 2017 | Korean Film Shining Star Awards | Premio Estrella         | Kim Hae-sook  | Ganador   |       |
| 2017 | 1st The Seoul Awards            | Mejor actor de reparto  | Kim Tan-jin   | Nominado  | [ 6 ] |
| 2017 | 1st The Seoul Awards            | Mejor actriz de reparto | Kim So-jin    | Nominada  |       |
| 2017 | 54th Grand Bell Awards          | Mejor actor revelación  | Min Jin-woong | Nominado  | [ 7 ] |
| 2017 | 54th Grand Bell Awards          | Mejor actor de reparto  | Kim Hae-sook  | Nominado  | [ 7 ] |
| 2017 | 54th Grand Bell Awards          | Mejor Planificación     | New Trial     | Nominado  | [ 7 ] |
| 2017 | 38th Blue Dragon Film Awards    | Mejor actor de reparto  | Kim Hae-sook  | Nominado  | [ 8 ] |